# کورگی‌های سلطنتی

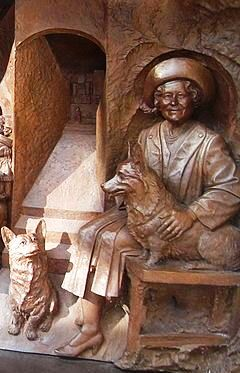
یادمان برنزی ملکه مادر در بازار، ساخته پال دی، با دو کورگی او در کنارش.

کورگی‌های سلطنتی سگ‌های ولش کورگی پمبروک متعلق به ملکه الیزابت دوم و والدینش، پادشاه جورج ششم و ملکه الیزابت ملکه مادر بودند. الیزابت دوم که از زمان خردسالی به کورگی‌ها علاقه‌مند بود، از ۱۹۵۲ که ملکه قلمروهای مشترک‌المنافع شد بیش از ۳۰ کورگی داشته‌است.
الیزابت دوم در هر زمان بین سالهای ۱۹۳۳–۲۰۱۸ حداقل یک کورگی داشت.

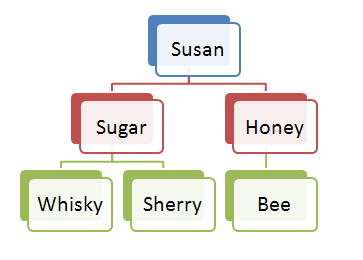
سه نسل اول از سوزان.